# Arthur (Illinois)
Pour les articles homonymes, voir Arthur.
Arthur est un village des comtés de Douglas et de Moultrie dans l'Illinois, aux États-Unis,. Arthur est le village avec la plus forte communauté Amish de l'Illinois, fondée en 1864.

## Histoire
Au début des années 1870, une voie ferrée est nécessaire pour relier Paris (Illinois) et Decatur (Illinois). Il est décidé qu'elle serait située près d'une route qui sépare les comtés de Moultrie et de Douglas. La région est également connue sous le nom de The Big Slough en raison des marécages présents. Une petite colonie se développe rapidement le long de la voie ferrée. Le propriétaire du chemin de fer, Robert G. Hervey, baptise la localité Glascow. Peu de temps après, un incendie détruit le quartier des affaires du côté ouest de la rue Vine. Quand les colons reconstruisent, ils érigent leurs nouveaux bâtiments de part et d'autre de la route qui définit la limite des comtés, ce qui fait que le côté ouest du village est dans le comté de Moultrie et le côté est dans le comté de Douglas. En 1873, lorsqu'il est envisagé d'incorporer le village, celui-ci est rebaptisé Arthur, en référence au frère de Mr Hervey, car il existe déjà une autre localité appelée Glascow en Illinois. Le village est incorporé le 10 septembre 1877.

## Démographie
Lors du recensement de 2010, le village comptait une population de 2 288 habitants. Elle est estimée, en 2016, à 2 268 habitants.

## Source de la traduction
- (en) Cet article est partiellement ou en totalité issu de l’article de Wikipédia en anglais intitulé « Arthur, Illinois » (voir la liste des auteurs).